# Marco Mânlio Capitolino (tribuno consular em 434 a.C.)
Caio Júlio Julo (em latim: Marcus Manlius Capitolinus) foi um político da gente Mânlia nos primeiros anos da República Romana eleito tribuno consular em 434 a.C. com Quinto Sulpício Camerino Pretextato e Sérvio Cornélio Cosso. Segundo Diodoro Sículo e Lívio, teria sido cônsul juntamente com Quinto Sulpício.
Não está bem estabelecido que tipo de magistrados foram eleitos para o ano de 434 a.C. Lívio, que se baseia numa passagem de Licínio Mácer, fornece o nome dos dois como cônsules, os mesmos do ano anterior (Caio Júlio Julo e Lúcio Vergínio Tricosto), o que parece pouco provável. Logo ele propõe outros nomes, encontrados também em Diodoro Sículo. Este último acrescenta um terceiro nome, citado também na Cronografia de 354, o que nos permite inferir que se tratavam, de fato, três tribunos consulares eleitos para aquele ano.

## Bibliografía
- T. Robert S. Broughton, The Magistrates of the Roman Republic: Volume I, 509 B.C. - 100 B.C., New York, The American Philological Association, coll. « Philological Monographs, number XV, volume I», 1951, 578 p.